# Ford Modular

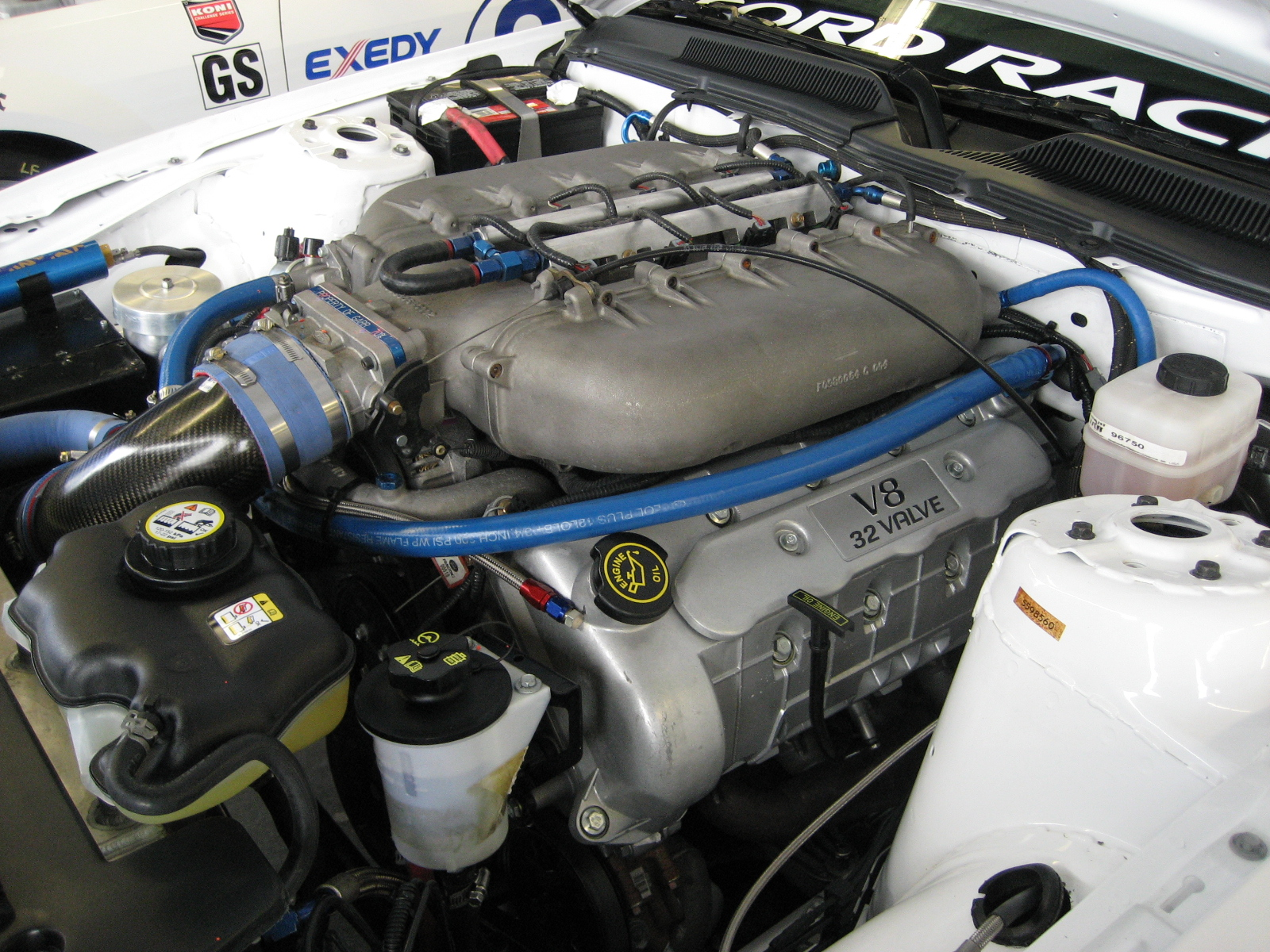
5,0-литровый 4-клапанный двигатель DOHC V8 R50 Cammer

Ford Modular — серия бензиновых двигателей внутреннего сгорания, выпускаемых компанией Ford Motor Company с 1990 года.

## История
Производство двигателей Ford Modular стартовало в 1990 году. Двигатели устанавливаются на автомобили Ford, Lincoln и Mercury. С 1997 по 2010 год на грузовые автомобили Ford устанавливались двигатели семейства Ford Triton, а на автомобили Lincoln и Mercury устанавливаются двигатели InTech с клапанным механизмом DOHC. Изначально двигатели выпускались в Мичигане, в настоящее время двигатели выпускаются в Онтарио.

## 4,6 л
- Объём: 4601 см3[3]
- Конфигурация: 90° V8
- Клапанные механизмы: SOHC (2—3 клапана) и DOHC (4 клапана)[4]
- Диаметр цилиндра × ход поршня: 90,2 × 90 мм[5]
- Годы производства: 1991—2014[6]

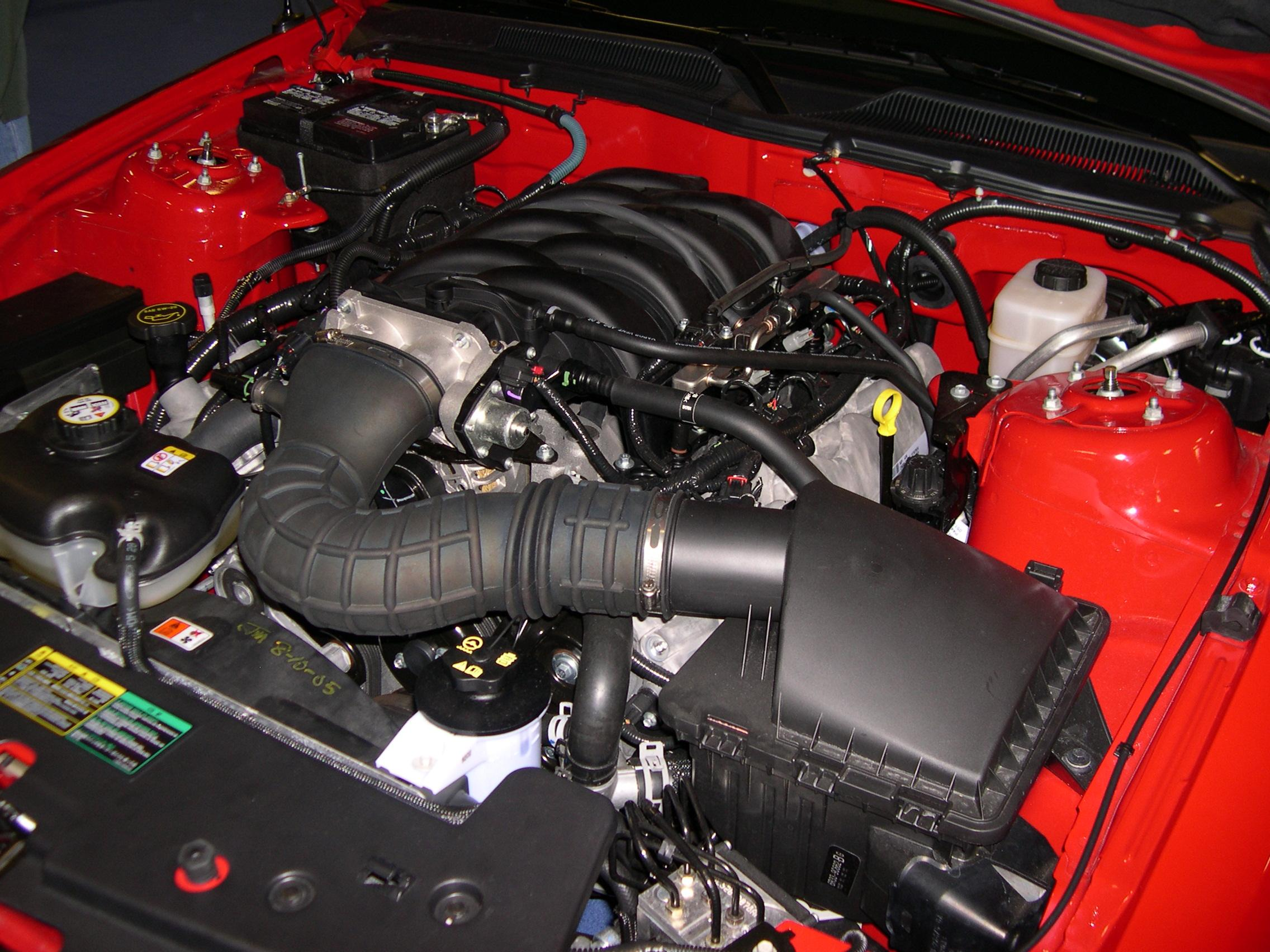
4,6-литровый 3-клапанный двигатель SOHC V8
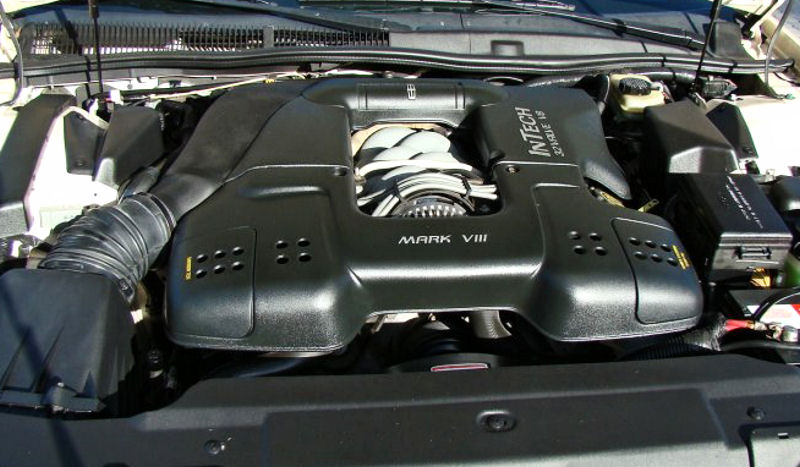
4.6-литровый 4-клапанный двигатель DOHC InTech V8
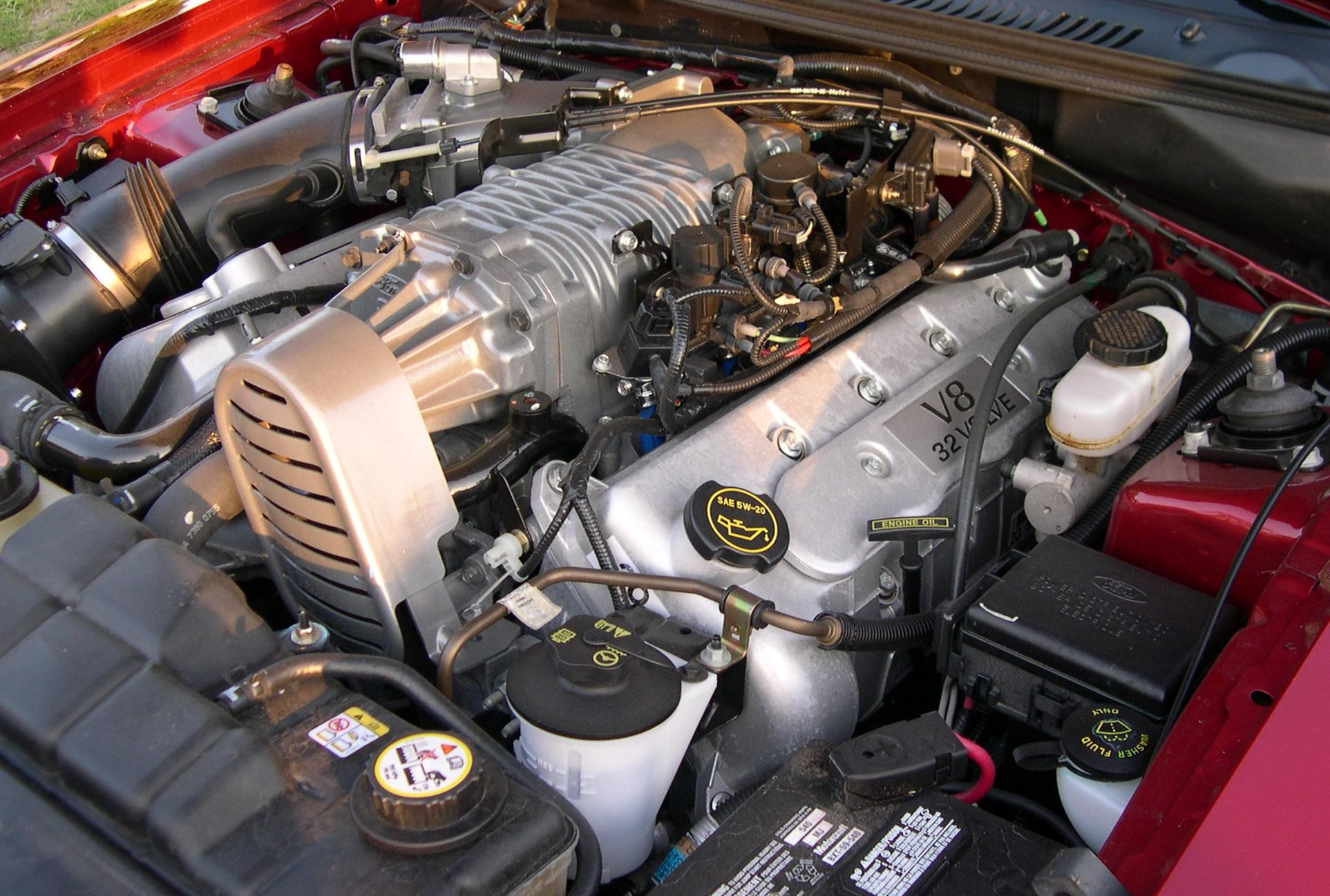
4.6-литровый 4-клапанный двигатель V8 с наддувом DOHC

## 5,0 л Coyote
- Объём: 4951 см3[7][8][9]
- Конфигурация: 90° V8[10][11][12]
- Диаметр цилиндра × ход поршня: 92,2—100 × 92,7—227 мм[13][14][15][16]
- Годы производства: 2011 — настоящее время[17][18][19][20]

## 5,2 л
- Объём: 5163 см3[21][22][23][24]
- Диаметр цилиндра × ход поршня: 94 × 93 мм[25][26][27][28]
- Годы производства: 2015—2020[29][30][31]

## 5,4 л
- Объём: 5409 см3[32][33]
- Диаметр цилиндра × ход поршня: 90,2 × 105,8 мм
- Годы производства: 1997 — настоящее время[34]

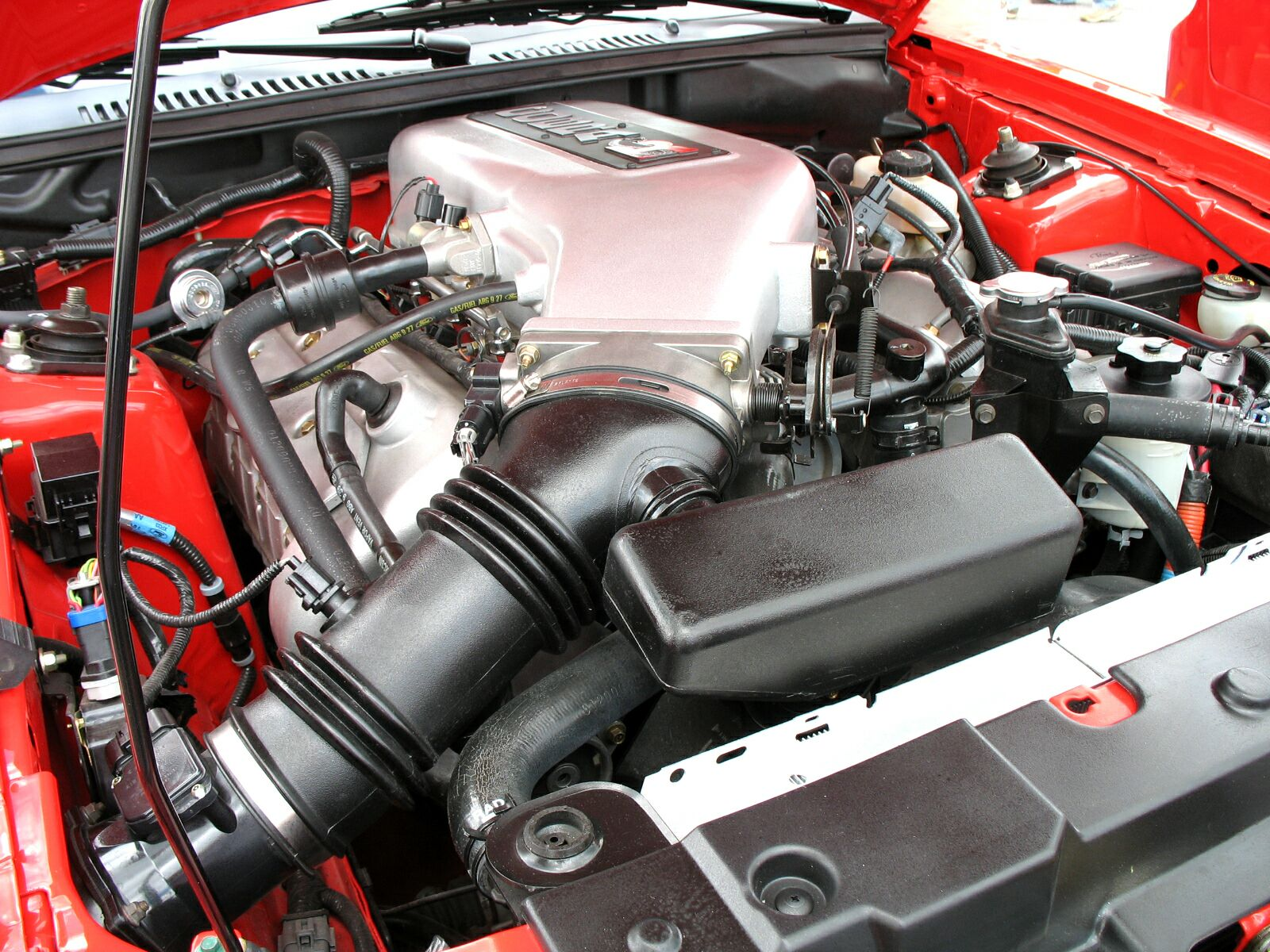
4-клапанный двигатель DOHC V8 объёмом 5,4 л
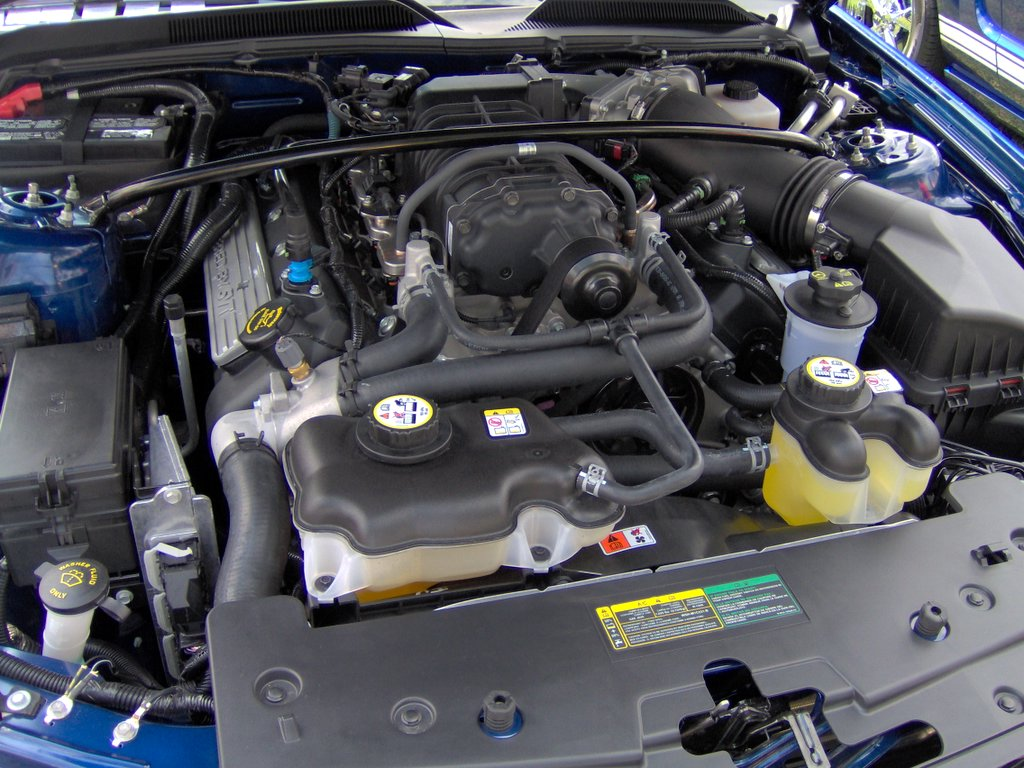
4-клапанный двигатель DOHC V8 объёмом 5,4 л
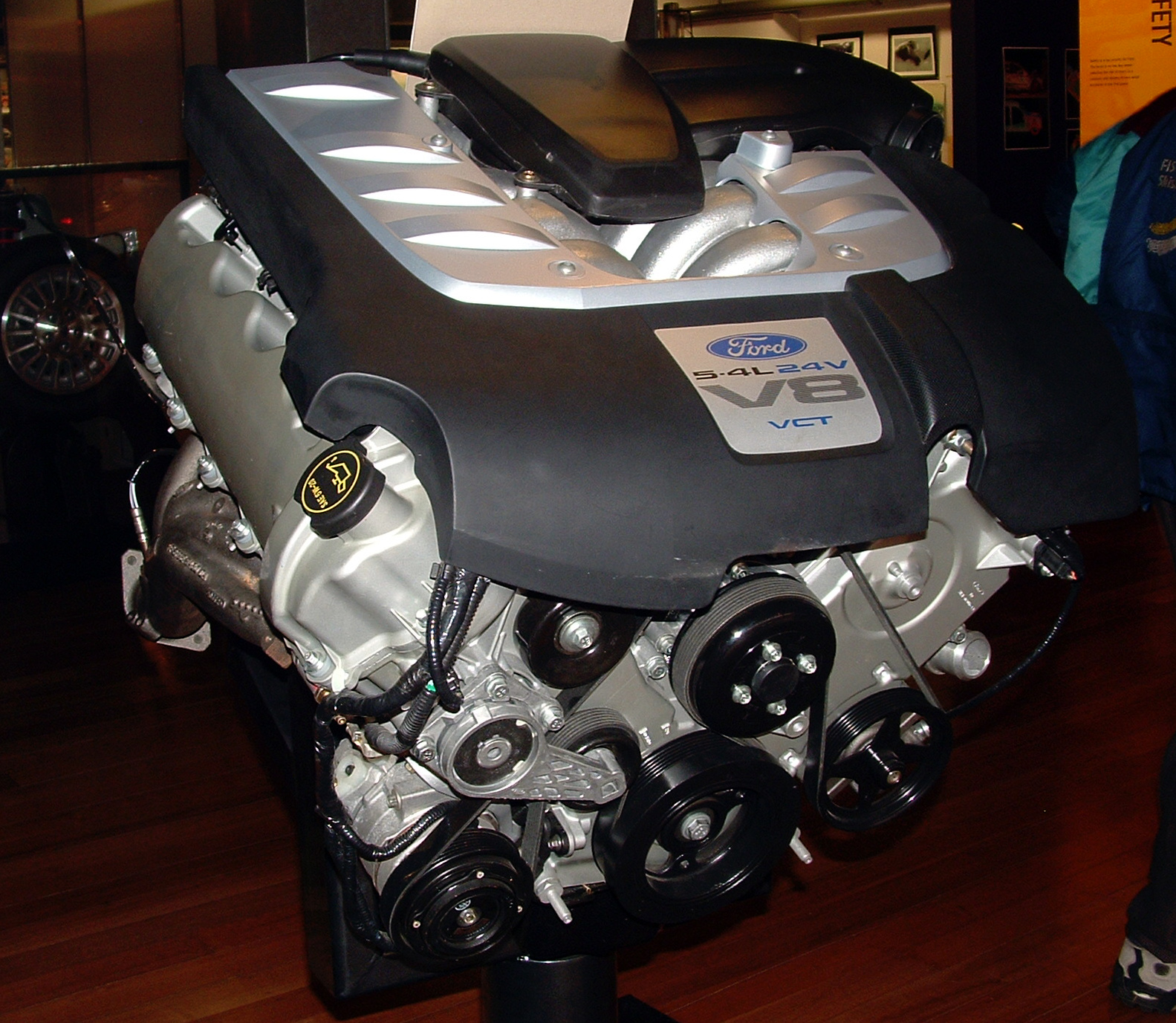
5,4-литровый 3-клапанный двигатель VCT SOHC Barra V8

## 5,8 л Trinity
- Объём: 5812 см3
- Диаметр цилиндра × ход поршня: 93,5 × 105,8 мм
- Годы производства: 2013—2014[35]

## 6,8 л V10
- Объём: 6760 см3[36][37]
- Диаметр цилиндра × ход поршня: 90,2 × 105,8 мм[38][39]
- Годы производства: 1997—2021[40]

## Ford of Australia
Компания Ford Motor Company of Australia устанавливает двигатели V8 объёмом 5,4 л на автомобили Ford Falcon. 3-клапанные двигатели SOHC V8 получили индекс Barra.
| Тип      | Мощность                            | Крутящий момент         |
| -------- | ----------------------------------- | ----------------------- |
| Boss 260 | 260 кВт (354 л. с.) при 5250 об/мин | 500 Н⋅м при 4250 об/мин |
| Boss 290 | 290 кВт (394 л. с.) при 5500 об/мин | 520 Н⋅м при 4500 об/мин |
| Boss 302 | 302 кВт (411 л. с.) при 6000 об/мин | 540 Н⋅м при 4750 об/мин |
| Boss 302 | 302 кВт (411 л. с.) при 6000 об/мин | 551 Н⋅м при 4750 об/мин |
| Boss 315 | 315 кВт (428 л. с.) при 6500 об/мин | 551 Н⋅м при 4750 об/мин |

## 5,0 л и 5,3 л Cammer
- Объём: 4997—5288 см3[44][45][46][47]
- Диаметр цилиндра × ход поршня: 94 × 90 мм[48][49][50][51]